# Przypusta
Przypusta – wieś w Polsce położona w województwie łódzkim, w powiecie łódzkim wschodnim, w gminie Brójce.
W latach 1975–1998 miejscowość administracyjnie należała do ówczesnego województwa łódzkiego.